# Felix Götze
Felix Götze (* 11. Februar 1998 in Dortmund) ist ein deutscher Fußballspieler. Er steht seit Sommer 2024 beim SC Paderborn 07 unter Vertrag. Götze spielt vorwiegend als Mittelfeldspieler oder Innenverteidiger.

## Leben und Familie
Felix Götze ist der jüngere Bruder von Mario und Fabian Götze, die beide ebenfalls als Fußballspieler aktiv sind bzw. waren. Zuerst lebte die Familie in Ronsberg im Landkreis Ostallgäu, zog jedoch 1997 nach Dortmund, wo Felix ein Jahr später zur Welt kam. Sein Vater Jürgen Götze ist Lehrstuhlinhaber für Datentechnik an der Technischen Universität Dortmund. Felix Götze studiert im Fernstudium Ernährungswissenschaft.

## Karriere

### Vereine

#### Anfänge
Seine Karriere begann Götze wie sein Bruder in der Jugendabteilung des Hombrucher FV 09, bevor er zu Borussia Dortmund kam. 2014 wechselte er in die U17 des FC Bayern München. Nach einem Jahr rückte er in die U19 auf, kam dort auch zu regelmäßigen Einsätzen in der UEFA Youth League und stand mit der Mannschaft im Mai 2017 im Endspiel um die deutsche A-Junioren-Meisterschaft, das in seiner Geburtsstadt im Elfmeterschießen gegen Borussia Dortmund verloren wurde. Daraufhin erhielt er einen Profivertrag für den Bundesliga-Kader in der Saison 2017/18; bereits zuvor war er einige Male in den Kader der ersten Mannschaft berufen worden, kam dort jedoch nur in Testspielen zum Einsatz. Auch in der Saison 2017/18 kam er für die Bundesligamannschaft nur in Testspielen zum Einsatz, stattdessen spielte er regelmäßig in der zweiten Mannschaft in der viertklassigen Regionalliga Bayern. In 19 Spielen schoss er dort drei Tore. Durch seine Zugehörigkeit zum Profikader wurde er Deutscher Meister 2018.

#### FC Augsburg
Im Sommer 2018 wechselte er ablösefrei zum FC Augsburg; er unterschrieb einen Vierjahresvertrag. Dort wurde er beim Spiel der ersten Hauptrunde des DFB-Pokals 2018/19 eingewechselt. Augsburg gewann 2:1 beim hessischen Regionalligisten TSV Steinbach Haiger. Am 1. September 2018 bestritt er schließlich sein Debüt in der Bundesliga beim 1:1 gegen Borussia Mönchengladbach; er wurde in der 75. Spielminute eingewechselt. Sein erstes Bundesligator erzielte er beim 1:1 am 5. Spieltag gegen seinen alten Verein, den FC Bayern München. Insgesamt verlief die Saison für Götze jedoch enttäuschend. Er kam in der Liga nur sechsmal zum Einsatz, im Pokal dreimal. In der Schlussphase der Saison musste er zudem wegen einer Hüftverletzung operiert werden, an der er auch noch die gesamte Hinrunde der Saison 2019/20 laborierte. Letztlich kam er in der Saison 2019/20 kein einziges Mal zum Einsatz.
Auch in der Saison 2020/21 kam Götze bis zum 19. Spieltag zu keinem Bundesligaeinsatz. Er spielte lediglich 3-mal für die zweite Mannschaft in der Regionalliga Bayern.

#### 1. FC Kaiserslautern
Anfang Februar 2021 wechselte Götze am letzten Tag der Transferperiode bis zum Saisonende auf Leihbasis zum abstiegsbedrohten Drittligisten 1. FC Kaiserslautern. Er war ein wichtiger Spieler für die Rückrunde der Mannschaft und trug einen großen Beitrag zum Klassenerhalt bei. In insgesamt elf Rückrundeneinsätzen kam Götze auf 784 Spielminuten und eine Torvorlage. Für die folgende Saison wurde er erneut an den 1. FC Kaiserslautern verliehen. Mitte August in der Saison 2021/2022 erlitt er im Spiel gegen Viktoria Berlin einen Haarriss im Schädel und konnte erst im Oktober 2021 zu seiner Mannschaft zurückkehren. Kurz danach verletzte er sich erneut am Kopf und trug anschließend einen extra angefertigten Helm, der für eine gewisse Sicherheit sorgen sollte. Am Ende der Saison stieg Götze mit Kaiserslautern in die 2. Bundesliga auf.

#### Rot-Weiss Essen
Am 29. August 2022 verlieh der FC Augsburg Götze zunächst bis zum 30. Juni 2023 an den Drittligisten Rot-Weiss Essen. Die Essener erreichten am Saisonende den Klassenerhalt, wodurch der Defensivspieler von den Rot-Weissen per Kaufoption fest verpflichtet und mit einem Vertrag bis Ende Juni 2024 ausgestattet wurde.

#### SC Paderborn 07
Im Sommer 2024 wechselte er ablösefrei zum SC Paderborn 07 in die 2. Bundesliga. In Paderborn kam er in seiner Premierensaison auf 31 Ligaspiele, alle davon in der Startaufstellung. Zu Beginn der Saison 2025/26 wurde Götze Mannschaftskapitän.

### Nationalmannschaft
Felix Götze bestritt ein Spiel für die deutsche U19-Fußballnationalmannschaft der Herren. Er stand im Aufgebot für die U19-Fußball-Europameisterschaft der Herren 2017. Bei der 1:4-Niederlage im Gruppenspiel gegen England am 9. Juli 2017 wurde er in der 81. Minute eingewechselt. Am 16. Oktober 2018 spielte er für die U20-Nationalmannschaft der Männer gegen die Schweiz.

## Erfolge
FC Bayern München
- Meister der Staffel Süd/Südwest der A-Junioren-Bundesliga: 2017
- Deutscher Meister: 2018 (ohne Einsatz)

Rot-Weiss Essen
- Niederrheinpokal: 2023